# Istituto Campano per la Storia della Resistenza, dell'Antifascismo e dell'Età Contemporanea "Vera Lombardi"
L'Istituto campano per la storia della Resistenza, dell'antifascismo e dell'età contemporanea "Vera Lombardi", in sigla ICSR, è uno degli istituto regionale di storia del movimento di liberazione per la Campania, aderente dal 1970 alla Rete dell'Istituto nazionale Ferruccio Parri.

## Storia
I 26 soci fondatori avevano deciso, il 14 dicembre 1962, di costituire un'associazione denominata "Istituto storico della Resistenza nel Mezzogiorno", cosa che accadde il 12 gennaio 1963.
Il successivo 11 ottobre 1964, con atto notarile del notaio Antonio Brancaccio, fu creato l'"Istituto storico della Resistenza in Campania", con sede in Napoli in Via Mezzocannone n. 53, nello studio privato di un socio, l'avvocato Pasquale Schiano.
Solo nel 1969 cambia nome in "Istituto campano per la storia della Resistenza" aderendo l'8 novembre 1970 all'"Istituto Nazionale per la Storia Movimento di Liberazione in Italia", con sede a Milano, fondato da Ferruccio Parri, che poi divenne l'"Istituto nazionale Ferruccio Parri".
Nel 1971 l'ICSR si trasferì in una nuova sede in Via Carlo Poerio n. 89/a; nel 1989 si trasferì a Calata Trinità Maggiore n. 4; alcuni anni dopo, nel 1996 sarà intitolato a Vera Lombardi.
Nel 1999 si trasformò, con un nuovo statuto, in ONLUS.
Il 26 aprile 2005 si trasferì a Fuorigrotta nell'ex Scuola Media Statale "Guido Gozzano", in Via Costantino n. 25.
Nel 2007 cambiava ancora nome in: "Istituto campano per la storia della Resistenza, dell'antifascismo e dell'età contemporanea "Vera Lombardi"" .
Sempre nel 2007 gli veniva riconosciuta, da parte della Regione Campania la personalità giuridica (D.D. n. 389 del 1º ottobre 2007).

## Soci fondatori
Questi seguenti sono i 26 soci fondatori, intellettuali antifascisti e democratici napoletani e campani, con evidenziate le prime cariche associative:
- Alfredo Parente, presidente;
- Dino Del Prete, vicepresidente;
- Umberto Caldora, direttore;
- Carlo Zollo, tesoriere;
- Clemente Maglietta, consigliere;
- Vittoria Omodeo, consigliera;
- Pasquale Schiano, consigliere;
- Anna Maria Bonucci;
- Raffaele Catalano;
- Domenico Catalanotti;
- Alda Croce;
- Rocco D'Ambra;
- Pietro Di Lauro;
- Gioacchino Doria;
- Paolo Doria;
- Giuseppe Grizzuti;
- Antonio Landolfi;
- Vincenza Lettieri;
- Vera Lombardi;
- Domenico Maselli;
- Mario Palermo;
- Guido Sacerdoti;
- Giovanni Santeusanio;
- Mario Simone;
- Andrea Somma;
- Vincenzo Tango.

## Consiglio direttivo

### Presidenti
1. 11.10.1964-??.??.1969 Alfredo Parente
2. ??.??.1969-??.??.1977 Pasquale Schiano
3. 17.05.1977-26.10.1995 Vera Lombardi
4. ??.??.1996- Guido D'Agostino

### Vice presidenti
1. 11.10.1964-??.??.1977 Dino Del Prete
2. ??.??.1977-??.??.1977 Clemente Maglietta
3. ??.??.1977-16.01.1985 Mario Palermo
4. 16.01.1985-27.03.2001 ???
5. 27.03.2001-??.??.2003 Abdon Alinovi
6. ??.??.2003-??.??.20?? ???
7. ??.??.20??- Maria Rosaria De Divitiis

### Direttori
1. 11.10.1964-??.??.1969 Umberto Caldora
2. ??.??.1969-17.05.1977 Vera Lombardi
3. 17.05.1977-??.??.1996 Guido D'Agostino
4. ??.??.1996-??.12.1998 Laura Albarella
5. ??.??.1999-29.11.2001 Luigi Musella
6. 29.11.2001- Giulia Buffardi

## Pubblicazioni

### Libri
- Collana "Quaderni dell'Istituto Campano per la Storia della Resistenza":

1. Guido Savarese, "L'industria in Campania (1911-1940)", Collana "Quaderni dell'Istituto Campano per la Storia della Resistenza" - nº 1, Guida Editori, Napoli, 1980, ISBN 8870420434, ISBN 9788870420432
2. Salvatore Lupo, "Blocco agrario e crisi in Sicilia tra le due guerre", Collana "Quaderni dell'Istituto Campano per la Storia della Resistenza" - nº 2, Guida Editori, Napoli, 1980, ISBN 8870420825, ISBN 9788870420821
3. Teresa Tomaselli, "Demografia e società in Campania tra le due guerre", Collana "Quaderni dell'Istituto Campano per la Storia della Resistenza" - nº 3, Guida Editori, Napoli, 1982, ISBN 8870421783, ISBN 9788870421781

- Collana "Quaderni dell'Antifascismo Napoletano" dell'ICSR - Istituto Campano per la Storia della Resistenza e dell'ANPPIA - Associazione Nazionale dei Perseguitati Politici Italiani Antifascisti:

1. Nicola De Ianni, "Una scuola di vita. Funzionari comunisti tra partito e società, con una Intervista a Clemente Maglietta", Collana "Quaderni dell'Antifascismo Napoletano" dell'ICSR e dell'ANPPIA - nº 1, Tullio Pironti Editore, Napoli, 1984
2. Federico Frascani, "Due volti di una guerra dalla Sirte a Monte Lungo", Collana "Quaderni dell'Antifascismo Napoletano" dell'ICSR e dell'ANPPIA - nº 2, Edizioni Athena, Napoli, 1987
3. Dino Fienga, Clemente Maglietta, Enzo Misefari, "Memoria e antifascismo: combattenti meridionali alla guerra di Spagna", Collana "Quaderni dell'Antifascismo Napoletano" dell'ICSR e dell'ANPPIA - nº 3, Edizioni Athena, Napoli, 1989
4. Carmela Polantonio, "Le mense della Città Futura: antropologia di un confinato antifascista napoletano", Collana "Quaderni dell'Antifascismo Napoletano" dell'ICSR e dell'ANPPIA - nº 4, Edizioni Athena, Napoli, 1989
5. Rosa Spadafora, "Il popolo al confino – La persecuzione fascista in Campania", Tomo I "Biografie dei Confinati", Collana "Quaderni dell'Antifascismo Napoletano" dell'ICSR e dell'ANPPIA - nº 5, Edizioni Athena, Napoli, 1989
6. Rosa Spadafora, "Il popolo al confino – La persecuzione fascista in Campania", Tomo II "Indici e Appendice", Collana "Quaderni dell'Antifascismo Napoletano" dell'ICSR e dell'ANPPIA - nº 5, Edizioni Athena, Napoli, 1989

- Collana "Guida ricerca: Storia" - Quaderni dell'Istituto Campano per la Storia della Resistenza:

1. AA.VV., "Alle radici del nostro presente. Napoli e la Campania dal Fascismo alla Repubblica (1943-1946)", Collana "Guida ricerca: Storia" - Quaderni dell'Istituto Campano per la Storia della Resistenza - nº 1, Guida Editori, Napoli, 1986, ISBN 8870428214, ISBN 9788870428216
2. Gloria Chianese, "Sindacato e Mezzogiorno: la Camera del Lavoro di Napoli nel dopoguerra (1943-1947)", Collana "Guida ricerca: Storia" - Quaderni dell'Istituto Campano per la Storia della Resistenza - nº 2, Guida Editori, Napoli, 1987, ISBN 8870427714, ISBN 9788870427714
3. Guido D'Agostino, Antonio Agosta, "Un Voto per l'Europa tra desiderio e delusione. Gli Italiani e le elezioni europee del giugno 1984", Collana "Guida ricerca: Storia" - Quaderni dell'Istituto Campano per la Storia della Resistenza - nº 3, Guida Editori, Napoli, 1987, ISBN 8870427463, ISBN 9788870427462
4. Maria Teresa Iannitto, "Guida agli archivi per la storia contemporanea regionale: Napoli", Collana "Guida ricerca: Storia" - Quaderni dell'Istituto Campano per la Storia della Resistenza - nº 4, Guida Editori, Napoli, 1990, ISBN 8878350133, ISBN 9788878350137
5. Pasquale Iaccio, "L'intellettuale intransigente: il fascismo e Roberto Bracco", Collana "Guida ricerca: Storia" - Quaderni dell'Istituto Campano per la Storia della Resistenza - nº 5, Guida Editori, Napoli, 1992, ISBN 8878351369, ISBN 9788878351363

- Collana "Il Presente come Storia":

- Collana "Il Presente come Storia" - Nuova Serie (Diretta da: Guido D'Agostino):

1. Salvatore Minolfi, Francesco Soverina, "L'incerta frontiera. Saggio sui consiglieri comunali a Napoli 1946-1992", Collana "Il Presente come Storia" - Nuova Serie - nº 1, E.S.I. - Edizioni Scientifiche Italiane, Napoli, 1993, ISBN 8871047443
2. Gloria Chianese, "Il silenzio della ragione. Politica e cultura a Napoli negli anni Cinquanta", Collana "Il Presente come Storia" - Nuova Serie - nº 2, E.S.I. - Edizioni Scientifiche Italiane, Napoli, 1994, ISBN 88-7104-764-8
3. Giuseppe Capobianco, "Il recupero della memoria. Per una storia della Resistenza in Terra di Lavoro - Autunno 1943", Collana "Il Presente come Storia" - Nuova Serie - nº 3, E.S.I. - Edizioni Scientifiche Italiane, Napoli, 1995, ISBN 8881140845
4. Gloria Chianese, "Mezzogiorno 1943. La scelta, la lotta, la speranza", Collana "Il Presente come Storia" - Nuova Serie - nº 4, E.S.I. - Edizioni Scientifiche Italiane, Napoli, 1996, ISBN 8881141795
5. Isabella Insolvibile, "Wops. I prigionieri italiani in Gran Bretagna (1941-1946)", Collana "Il Presente come Storia" - Nuova Serie - nº 5, E.S.I. - Edizioni Scientifiche Italiane, Napoli, 2012, ISBN 9788849523560
6. Ottorino Cappelli, "La Russia tra miti e potere. Attori e processi politici in una prospettiva stocico-comparata", Collana "Il Presente come Storia" - Nuova Serie - nº 6, E.S.I. - Edizioni Scientifiche Italiane, Napoli, 2012, ISBN 9788849525519
7. Annibale Cogliano, "Due Italie tra fascismo e post-fascismo. Rivolta di Calitri (29-9-1943) e Ferrara repubblichina", Collana "Il Presente come Storia" - Nuova Serie - nº 7, E.S.I. - Edizioni Scientifiche Italiane, Napoli, 2013, ISBN 9788849526257
8. Barbara Montesi, "Un'«anarchica monarchica». Vita di Maria Rygier (1885-1953)", Collana "Il Presente come Storia" - Nuova Serie - nº 8, E.S.I. - Edizioni Scientifiche Italiane, Napoli, 2013, ISBN 9788849526547

- Collana "Quaderni dell'Osservatorio Elettorale dell'Istituto Campano per la Storia della Resistenza":

1. Guido D'Agostino, Vincenzo Mauriello, "«Nel segreto dell'urna...». Il voto politico a Napoli (1946-2018)", Collana "Quaderni dell'Osservatorio Elettorale dell'Istituto Campano per la Storia della Resistenza" - nº 1, E.S.I. - Edizioni Scientifiche Italiane, Napoli, 2018, ISBN 884953583X, ISBN 9788849535839
2. Guido D'Agostino, Vincenzo Mauriello, "«Nel segreto dell'urna...». Il voto europeo a Napoli (1979-2019)", Collana "Quaderni dell'Osservatorio Elettorale dell'Istituto Campano per la Storia della Resistenza" - nº 2, E.S.I. - Edizioni Scientifiche Italiane, Napoli, 2019, ISBN 8849539673, ISBN 9788849539677
3. Guido D'Agostino, Vincenzo Mauriello, "«Nel segreto dell'urna...». Il voto regionale a Napoli e in Campania (1970-2020)", Collana "Quaderni dell'Osservatorio Elettorale dell'Istituto Campano per la Storia della Resistenza" - nº 3, E.S.I. - Edizioni Scientifiche Italiane, Napoli, 2020, ISBN 8849543840, ISBN 9788849543841
4. Guido D'Agostino, Vincenzo Mauriello, "«Nel segreto dell'urna...». Il voto comunale a Napoli (1946-2021) Archiviato il 23 luglio 2023 in Internet Archive.", Collana "Quaderni dell'Osservatorio Elettorale dell'Istituto Campano per la Storia della Resistenza" - nº 4, La Valle del Tempo, Napoli, 2021, ISBN 9791280730077